# Монастырь Панагии Одигитрии

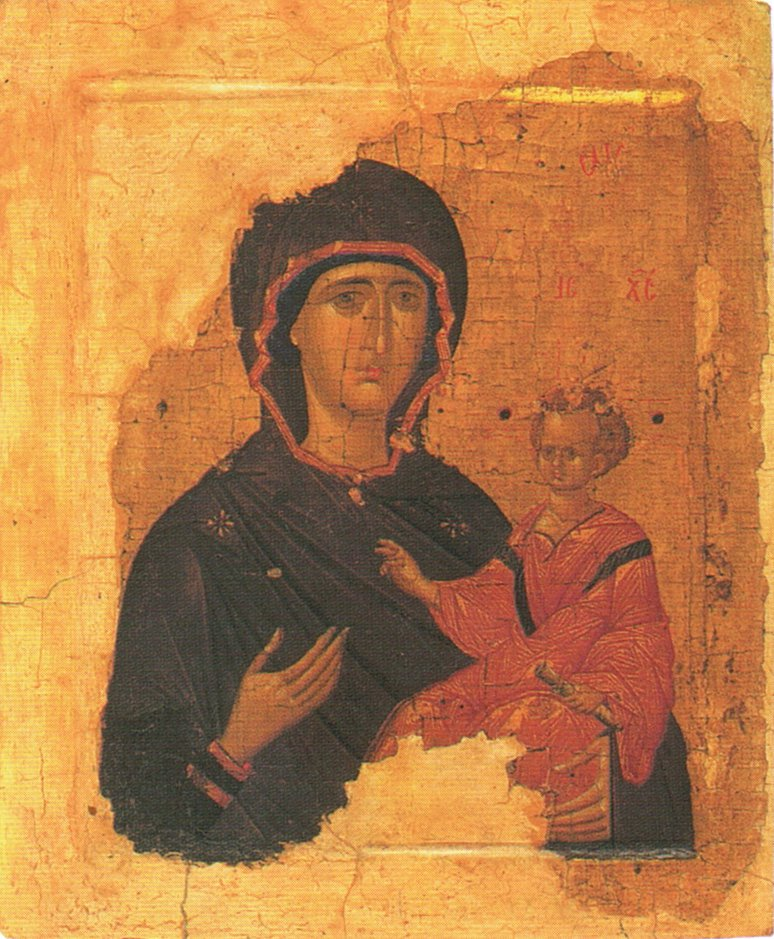
Икона Божией Матери «Одигитрия». Первая четверь XV века Византия.

Монастырь Панагии Одигитрии или Одигон— главный женский монастырь средневекового Константинополя. Основан сестрой императора Феодосия II, св. Пульхерией, в половине V века, по получении из Иерусалима чудотворной иконы Панагии Одигитрии, написание которой приписывалось апостолу Луке. Икона сделалась одной из самых почитаемых святынь Константинополя, в монастырь для поклонения ей стекались тысячи паломников. Рядом с монастырем существовал источник, исцелявший незрячих, о которых в обители проявляли заботу. Благодаря ему это место получило название ton Odegon (в переводе с греч. «место Проводников»). Закрепившееся за монастырем название «Одигон» («проводник» или «путеводитель») дало название самой иконе — Одигитрия, получившее иной, духовный смысл: призыв сделать Богородицу путеводительницей всей своей жизни. Обитель пострадала от иконоборческих бесчинств и была возобновлена при Михаиле III. Архитектурные свидетельства существования монастыря, хотя и довольно незначительные, сохранились близ стамбульского парка Гюльхане.